# Schistomitrium sparei
Schistomitrium sparei är en bladmossart som beskrevs av Hugh Neville Dixon och A. Johnson 1964. Schistomitrium sparei ingår i släktet Schistomitrium och familjen Dicranaceae. Inga underarter finns listade i Catalogue of Life.